# Урсула Познански
Урсула Арчър Познански (на немски: Ursula Poznanski) е австрийска писателка, авторка на произведения в жанровете трилър, фентъзи и детска литература.

## Биография и творчество
Родена е във Виена, Австрия на 30 октомври 1968 г. След завършване на гимназията учи японска филология, журналистика, право и театър, но не завършва никоя специалност. От 1996 г. работи като журналист по медицината.
След раждането на сина си започва да пише. През 2000 г. участва в конкурс за написване на сценарий. Не успява да го спечели, но се запалва и се насочва към писането на книги за деца. Първото ѝ произведение „Theo Piratenkönig“ (Тео Кралят на пиратите) е публикувано през 2003 г.
Първият ѝ трилър „Еребус“ е публикуван през 2010 г. „Еребус“ е компютърна игра със строги правила, която е завладяла ума на тийнейджъра Ник. Тя му поставя задачи в реалния свят, но един ден задачата му е да убие човек... Книгата става бестселър и е преведена на повече от 20 езика по света. Удостоена е с германската награда за юношеска литература през 2011 г.
След успеха на романа тя изоставя работата си и се посвещава на писателската си кариера.
Урсула Познански живее със семейството си в южната част на Виена. Любимата ѝ игра е „геокешинг“.

## Произведения

### Самостоятелни романи
- Erebos (2010)
Еребус, изд.: ИК „Пан“, София (2012), прев. Ваня Пенева
- Saeculum (2011)
- Layers (2015)
- Elanus (2016)
- Fremd (2015) – с Арно Стробел
- Anonym (2016) – с Арно Стробел

### Серия „Беатрис Каспари“ (Beatrice-Kaspary-Reihe)
1. Fünf (2012)
2. Blinde Vögel (2013)
3. Stimmen (2015)

### Серия „Елерия“ (Eleria)
1. Die Verratenen (2012)
2. Die Verschworenen (2013)
3. Die Vernichteten (2014)

### Детска литература
- Theo Piratenkönig (2003)
- Buchstabendschungel (2003)
- All diese Zahlen (2004)
- Die allerbeste Prinzessin (2005)
- Redaktion Tintenklex: Das Geheimnis der 67 Erpresserbriefe (2006)
- Redaktion Tintenklex: Das geheimnisvolle Grab (2006)
- Pauline Pechfee (2007)
- Spanier küssen anders (2008)